# Щербак Оксана Андріївна
Окса́на Андрі́ївна Щерба́к (Холодкова) (* 1982) — українська спортсменка-спринтерка, яка спеціалізується в бігу на 400 метрів, майстер спорту України міжнародного класу з легкої атлетики.

## Життєпис
Народилася 1982 року та виросла в селі Каплинці Пирятинського району. Першим звернув увагу на Оксану тренер-викладач Пирятинської ДЮСШ Анатолій Бахмач. Представляла клуб «Колос» (Полтава). 1997 року стала чемпіонкою України серед юніорів у естафетному бігу 4/400 метрів. За підтримки свого першого тренера з дев'ятого класу потрапила в Харківську школу олімпійського резервуу. Закінчила Полтавський національний педагогічний університет імені Володимира Короленка — факультет фізичного виховання.
Входила до складу національної збірної, учасниця чемпіонату світу (2006), фіналістка чемпіонату Європи (2006), зимового Кубка Європи (2006), бронзова призерка літнього Кубка Європи (2006).
На Чемпіонаті України з легкої атлетики-2006 здобула золоту нагороду в бігу на 400 метрів.
Змагалася на чемпіонаті світу 2007 року, не дійшовши до фіналу.
В естафеті 4 х 400 метрів фінішувала шостою на чемпіонаті Європи 2006 року і виграла золоту медаль на літній Універсіаді-2007.
На літніх Олімпійських іграх 2008 року змагалася як у естафеті 4 х 100, так і в 4 х 400 метрів.
Найкращий особистий час — 51,23 секунди на 400 метрів (досягнутий у липні 2006 року в Києві); 7,39 секунди на 60 метрів (в приміщенні, лютий 2008 року в Сумах); 11,81 секунди на 100 метрів (травень 2007 року в Барі); 23,39 секунди на 200 метрів (у червні 2008 року).
Рекордсменка Полтавської області з бігу на 200 та 400 метрів, триразова Чемпіонка України з бігу на 400 м. Працювала викладачем кафедри теорії і методики викладання спортивних дисциплін ПНПУ імені В. Г. Короленка.

## Родина
Тренер та чоловік — Юрій Щербак. Батько Андрій Холодков за спеціальністю біолог, мама Ніна — зоотехнік, брат Максим закінчив факультет фізичного виховання Полтавського педуніверситету.